# Marshall Hall (Mediziner)

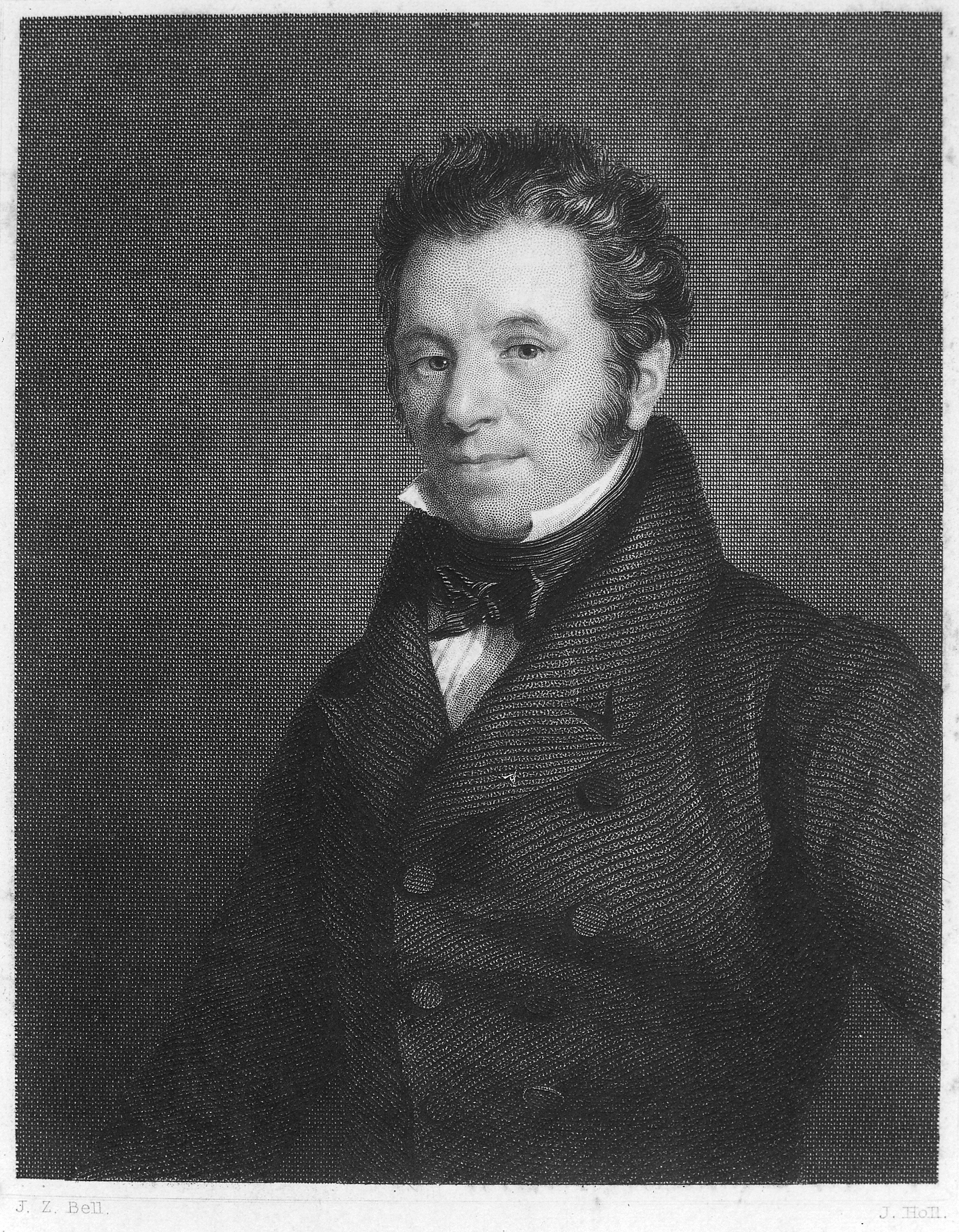
Marshall Hall

 Marshall Hall (* 18. Februar 1790 in Basford, heute Stadt Nottingham (Nottinghamshire); † 11. August 1857 in Brighton (East Sussex)) war ein englischer praktischer Arzt, der auf dem Gebiet der Physiologe, insbesondere über Reflexe, forschte.

## Leben und Wirken
Hall studierte seit 1809 zu Edinburgh, praktizierte als Arzt in Bridgewater, seit 1817 zu Nottingham und seit 1826 in London. Seit 1819 war er Fellow der Royal Society of Edinburgh. Im Dezember 1855 wurde er korrespondierendes Mitglied der Académie des sciences in Paris.
Hall hob zuerst die Wichtigkeit der elektrischen Untersuchung für Diagnose und Prognose der Lähmungen hervor; ebenso waren seine um 1827 durchgeführten physiologischen Untersuchungen über die Reflexbewegungen, für deren einziges Zentralorgan er das Rückenmark (mit Medulla oblongata) bewies, von fundamentaler Bedeutung gewesen.
Er beschrieb das nach ihm benannte Hall-Syndrom. Zudem entwickelte er ein Verfahren zur Wiederbelebung.

## Schriften
- Dissertatio inauguralis de febribus inordinatis. Edinburgh: Abernethy & Walker, 1812.
- On diagnosis (London. 1817, 2 Bde.; 2. Ausg. 1822; deutsch von Bloch, 1823);
- On some of the more important female diseases (1827, 3. Ausg. 1837);
- Essay on the circulation of the blood (1832);
- On the true spinal marrow and the electromotor system of nerves (1837);
- On the reflex-functions of the medulla oblongata and medulla spinalis (1833; deutsch von Ernst Dieffenbach, 1840);
- Lectures on the nervous systems and its diseases (1836; deutsch, 1836);
- Memoirs on the nervous system (1837; deutsch von Kürschner, 1840);
- Principles of the theory and practice of medicine (1837) u. a.
- On the mutual relations between anatomy physiology … and the practice of medicine (deutsch von Lewin: Grundzüge der Theorie und Praxis der inneren Krankheiten. Leipzig: Kollmann, 1843)
- Von den Krankheiten des Nervensystems / Marshall Hall. Aus dem Englischen mit einigen kritischen Bemerkungen von J. Wallach. Leipzig: Otto Wigand, 1842

## Biographie
Von seiner Witwe herausgegebenen Memoirs of Marshall Hall (1861).